# Alteramenelikia
Alteramenelikia là một chi bướm đêm thuộc họ Zygaenidae, chỉ gồm một loài Alteramenelikia jordani. Nó được tìm thấy ở Cộng hòa Dân chủ Congo và Ethiopia.